# 대전구봉고등학교
대전구봉고등학교(大田九峰高等學校)는 대한민국 대전광역시 서구 관저동에 있는 공립 고등학교이다.

## 학교 연혁
- 2004년 1월 9일 : 대전광역시립학교 설치조례 제3217호에 의거 설립 승인
- 2004년 3월 1일 : 초대 오희광 교장 부임
- 2004년 3월 3일 : 개교식 및 제 1회 입학식(남 4학급, 여 4학급 251명)
- 2024년 1월 5일 : 제18회 졸업식(210명 졸업)
- 2024년 3월 1일 : 제11대 김면중 교장 부임
- 2024년 3월 4일 : 제21회 입학식(남 4학급, 여 5학급 256명)

## 참고 자료
- 대전구봉고등학교 - 한국교육학술정보원 학교알리미